# Biketawa
Biketawa è un'isoletta facente parte dell'atollo di Tarawa, nelle Isole Gilbert (Repubblica di Kiribati).
Da essa ha preso il nome la Dichiarazione di Biketawa del 2000 sulla sicurezza nella regione del Pacifico. I sottoscrittori si incontrarono su Biketawa a porte chiuse per stilare la bozza finale.